# Valojin
Valojin (en belarús: Валожын) és una ciutat de Belarús, de la província de Minsk, a 75 quilòmetres al nord-oest de Minsk, la capital del país. La ciutat es troba a prop del Riu Vałožynka, centre del districte municipal homònim.

## Història
La regió va pertànyer al Principat de Polotsk, i en el segle xii, ja existien edificacions en el lloc, algunes de les quals es conserven actualment en la plaça central. Els prínceps de Valojin van ser bandejats del lloc en 1440, per rebel·lar-se contra Casimir IV Jagelló de Lituània. En el segle xv, la ciutat formava part del Gran Ducat de Lituània, i en tal condició es va integrar en la República de les Dues Nacions, en 1569. La regió era coneguda per la seva terra fèrtil, on prosperaven el cultiu de lli, així com la ramaderia de cavalls i vaques.
En 1681 es va establir el monestir Bernardí, que tenia una facultat de teologia. Des de 1795, la ciutat va passar a formar part de l'Imperi Rus. En 1803, va ser construït el Palau Tyszkiewicz. Durant el segle xix va funcionar la famosa Ieixivà de Valojin, un centre d'estudis jueu. En 1839, Jozef Tyszkiewicz va plantar un gran parc, i va establir un zoològic públic, al llarg del Riu Valozhynka. Tres grans incendis, en 1815, 1880, i 1886, van afectar la ciutat que va ser després reconstruïda.
El 1918 l'Exèrcit Alemany, va ocupar Valojin. El 1919, l'Exèrcit Polonès, va prendre la ciutat, que va romandre sota domini polonès durant 20 anys. Des d'aleshores, es van produir atacs als residents jueus.
El 1939, Valojin va ser annexada a la República Socialista Soviètica de Belarús. Durant la Segona Guerra Mundial, la ciutat va estar ocupada per les tropes de Tercer Reich, entre el 25 de juny 1941, i el 5 de juliol 1944, en un període durant el qual, els nazis van aniquilar als més de 3.000 habitants jueus, i als ciutadans russos residents en la ciutat. Després de la dissolució de l'antiga Unió Soviètica el 1991. Valojin es va integrar en la Belarús independent. L'economia de la ciutat depèn de la indústria alimentària, la indústria tèxtil, i la indústria de la fusta.